# Радиосистема Северо-Западных территорий и Юкона
Радиосистема Северо-Западных территорий и Юкона (англ. Northwest Territories and Yukon Radio System) — бывшая радиослужба на Северо-Западных территориях и Юкон, существовавшая с 1923 по 1959 год. Она была создана для облегчения связи между городами или заставами и остальной частью страны и была расформирована в 1959 году, когда служба системные станции были переданы Министерству транспорта.
Радиосистема NWT & Y была создана в 1923 году после того, как Министерство внутренних дел, осознав возможности беспроводного телеграфирования для покрытия обширных территорий на севере, обратилось к Министерству обороны с просьбой рассмотреть возможность установки армейских радиостанций для обеспечения надежных и быстрых средств связи. В то время единственными средствами связи были ограниченное почтовое сообщение на лодке летом, собачья упряжка зимой и ненадёжная проводная телеграфная связь от Доусона до Хейзелтона, Британская Колумбия. обслуживается Государственной телеграфной службой.
Первое сообщение было установлено между Доусоном и Мейо в 1923 году Королевским канадским корпусом сигналов. Это была первая услуга беспроводной радиосвязи, которая обеспечивала связь между Севером и остальной частью Канады. Хотя изначально радиосистема была построена для помощи в управлении Севером, а также для содействия коммерческому развитию региона, радиосистема превзошла своё первоначальное намерение, предоставив общинам как социальный центр, так и линию жизни, чтобы связать изолированные северные общины друг с другом что касается остального мира.
После создания система очень быстро расширилась, и к 1948 году в стране действовали 23 северные станции. Количество станций менялось с годами, расширяясь и сокращаясь в ответ на коммерческое и промышленное развитие.
В дополнение к радиотелеграфу система также предоставляла другие услуги широкой общественности. С 1938 по 1942 год по соглашению с правительственными телефонами Альберты радиотелефонная связь предоставлялась на следующих станциях радиоуправляемых сигналов: Эдмонтон, Макмюррей, Форт-Смит, Йеллоунайф и Голдфилдс. Ретрансляционное оборудование было установлено на радиостанции Эдмонтона с подключением к офисам правительственных телефонов Альберты, откуда местные или междугородние соединения осуществлялись обычным способом. На северных станциях были установлены телефонные будки, подключенные к высокочастотному передающему и приемному оборудованию. Их использовали с энтузиазмом горнодобывающие и транспортные компаниями, в частности, а также широкой общественностью, как для деловых, так и для социальных звонков.
Ещё одной услугой, предоставляемой сотрудниками многих станций радиоуправляемых сигналов (англ. RC Signals stations), была служба местного радиовещания, которая позволяла жителям общины слушать новости, погоду и музыку. Начиная с 1 апреля 1949 года радиосистема NWT&Y начала ретранслировать полную ежедневную программу CBC (с 7 утра до полуночи). Была установлена связь между студией CBC в отеле MacDonald и передатчиком радиостанции Edmonton, которая ретранслировалась на 8265 Kcs с использованием передатчика Marconi TH41 мощностью 5 киловатт. На тех станциях, где радиоуправляемые сигналы работали на маломощных широковещательных передатчиках в интересах своих общин, был проведен мониторинг 8265 Kcs, и программы CBC снова ретранслировались на местной стандартной частоте вещания.
Начиная с начала 1950-х годов, некоторые станции были переданы Департаменту транспорта. К 1960 году все станции были переданы или закрыты, что означало конец военного контроля над этими станциями и начало гражданского контроля. Департамент транспорта некоторое время продолжал управлять телеграфными станциями, и CBC взяла на себя командование трансляцией их программ в эти города, что привело к созданию CBC North.